# Alexandria, New Hampshire
Alexandria là một thị xã thuộc quận Grafton trong tiểu bang New Hampshire, Hoa Kỳ. Thành phố có diện tích km2, dân số theo điều tra năm 2000 của Cục điều tra dân số Hoa Kỳ là 1329 người. Dân số năm 2009 ước khoảng 1536 người.